# 전파송
전파송(電波ソング, 덴파송, Denpa song)은 의도적으로 이상하고 중독성 있는 일본 음악의 한 유형이다. 전파송의 일반적인 특징으로는 의도적으로 음정이 맞지 않는 보컬, 무의미한 가사, 과장된 멜로디 등이 있다. 전파 음악은 일본 내에서 하위 문화를 형성하며 오타쿠 문화의 중요한 측면을 이루었고, 전파 음악에 전념하는 수많은 동인 서클과 음악가들이 있다. 전파는 그 자체로 특정한 장르가 아니라 다양한 종류의 음악을 아우르는 포괄적인 용어이다.
최근에 만들어진 전파 음악의 대체 용어로는 아키바팝 (즉, "아키하바라의 팝")과 A-팝이 있다. "모에 송" (萌えソング)이라는 용어는 특히 모에 테마를 특징으로 하는 오타쿠 기원의 전파 음악을 지칭한다.

## 용어
일본어 용어 전파계 (電波, "전자기파")는 원래 1990년대에 종종 공상에 잠기고 개인적인 환상 속에서 사는 별난 사람들을 묘사하기 위해 생겨났으며, 1981년 후카가와 거리 살인사건|ja|深川通り魔殺人事件에서 유래했다. 가해자 가와마타 군지(川俣軍司)는 대낮에 불법 약물을 복용한 상태에서 무작위 행인들을 칼로 찔러 두 명의 주부와 두 명의 유아를 살해하고 많은 사람들에게 부상을 입혔다. 법정에서 그는 전자기파가 사람들을 죽이라고 지시했다고 설명하며 정신 이상을 주장했다.
1990년대 초반에 전파라는 용어는 음악과 문학 전반에 걸쳐 나타나기 시작했고, 전파계 (電波系)라는 문구는 전자기파로 인해 목소리를 듣고, 사물을 보고, 텔레파시로 소통할 수 있다는 생각에 기반하여 망상에 사로잡히고 소름 끼치는 사람이나 미친 광인을 경멸적인 완곡어법으로 지칭하는 데 사용되었다. 당시 이러한 용어 사용의 예로는 일본 메탈 밴드 긴니쿠쇼죠타이의 노래가 살인 사건을 언급한 것이 있다.
음악에 관해서는 이 용어가 부정적인 의미를 띠게 되었고, 주로 소름 끼치고 이해할 수 없는 가사를 가진 음악, 종종 오타쿠 기원의 음악과 연관되었다. 오타쿠는 종종 사회의 다른 사람들과 다르게 행동하는 이상한 사람으로 여겨졌기 때문에, 전파는 일본과 아키하바라에서 오타쿠 문화와 널리 연관되었다. 결국 전파라는 용어는 마치 전자기파에 의해 최면을 걸거나 통제되는 것처럼 별나거나 현실과 동떨어져 보이는 모든 사람을 포괄하게 되었다. 시간이 지나면서 전파 음악 분류가 형성되기 시작했고, 그러한 음악은 주류와는 별개의 틈새 관심사로서 오타쿠 서클 내에서 인기를 얻게 되었다.

## 특징
전파송은 일반적으로 어색하고 이상하게 여겨지는 가사와 멜로디를 가진 음악으로 구성된다. 그럼에도 불구하고, 청취자들은 음악이 듣는 사람을 "최면술을 걸었다"는 합리화로 끌어들여지며, 그들은 노래의 기이함에 "통제당한다". 노래에 의해 "중독되고 세뇌되는" 이러한 느낌은 도쿠덴파 (毒電波, "독성 전자기파")라는 용어로 지칭된다.
전파송은 종종 무의미하거나 오타쿠 관련 테마를 포함하는 가사를 담는다. 일반적인 테마로는 망상, 텔레파시 또는 정신 이상이 있으며, 종종 그러한 노래는 소름 끼칠 정도로 혼란스럽거나 반복적인 가사를 포함한다. 전파송은 종종 반복적인 구호나 음정이 맞지 않는 노래와 중독성 있는 멜로디를 특징으로 하며, 음악의 과도한 에너지를 강조한다. 높은 음역대의 보컬, 오타게 응원, 그리고 다른 다양한 극단적인 요소들이 전파를 특징짓는 혼란을 만들어낸다. 그러한 음악의 예로는 "네코 미미 모드"가 있는데, 이 노래는 "네코 미미 모드"라는 구절이 가사로 계속 반복된다. 전파 음악은 또한 게임웨이브, 비트팝, 칩튠 음악과 같은 다양한 다른 음악 장르와 혼동될 수 있다.
전파는 종종 귀엽고 행복한 것으로 특징지어진다. 많은 수의 전파 음악이 모에 테마를 포함하기 때문이다(이는 전파송을 행복하고, 귀엽고, 빠른 템포로 만든다). 그러나 이는 항상 그런 것은 아니며, 더 어두운 테마를 포함할 수도 있다. 전파 음악에 대한 한 가지 개념은 그것이 "귀여운 J-pop"의 한 유형이라는 것이지만, 전파는 주로 언더그라운드 경향이다. 따라서 그것은 주류 음악이 아니며, J-pop과는 별개의 장면을 가지고 있다. 전파는 초창기에는 주로 소름 끼치는 음악과 연관되었고, 그 결과 주류에서는 눈살을 찌푸리게 되었고 틈새 오타쿠 그룹에만 국한되었다. UNDER17은 음악적으로 귀엽고 독특한 가사를 가진 노래를 만들었던 인기 밴드였고, 이 노래들은 전파 음악에 대한 인식을 바꾸었다.

## 대중문화에서
전파 앨범은 종종 코믹마켓과 같은 행사 및 오타쿠 문화에 관심 있는 다른 대규모 모임에서 아티스트들이 판매한다. 전파는 때때로 애니메이션 시리즈의 오프닝 및 엔딩 테마에 사용된다. 예로는 침략! 오징어 소녀, 킬 미 베이비, 쓸모없는 고교생의 나날의 오프닝 테마가 있다.

## 주목할 만한 예술가
- 카멜리아
- 에마마우스[7]
- 이오시스
- KOTOKO
- 모모이로 클로버 Z
- 모자이크.wav
- 나나오 아카리
- UNDER17

## 같이 보기
- 크린지 팝
- 해피 하드코어
- 카와이 퓨처 베이스
- 하드코어 테크노
- 스피드코어